# Eli Dershwitz
Eli Dershwitz (Boston, 23 de septiembre de 1995) es un deportista estadounidense que compite en esgrima, especialista en la modalidad de sable.
Ganó tres medallas en el Campeonato Mundial de Esgrima, en los años 2018 y 2023.
Participó en dos Juegos Olímpicos de Verano, en los años 2016 y 2020, ocupando el octavo lugar en Tokio 2020, en la prueba por equipos.

## Palmarés internacional
| Campeonato Mundial | Campeonato Mundial | Campeonato Mundial | Campeonato Mundial |
| Año                | Lugar              | Medalla            | Prueba             |
| ------------------ | ------------------ | ------------------ | ------------------ |
| 2018               | Wuxi (China)       | Medalla de plata   | Sable individual   |
| 2023               | Milán (Italia)     | Medalla de oro     | Sable individual   |
| 2023               | Milán (Italia)     | Medalla de bronce  | Sable por equipos  |